# Чуаньці
Чуаньці (传奇, «розповідь про незвичайне») — літературна форма у китайській літературі часів династій Тан, Сун та Мін.

## Сутність
Спочатку так називалася збірка новел Пей Сіня. До XIII ст. стало позначенням жанру літературних новел епохи Тан. Сьогодні застосовується для позначення середньовічної китайської новели, що складалася літературною мовою веньян. У XIII–XV століттях термін «чуаньці» — одне з позначень драматургічної літератури. Дещо пізніше назва «чуаньці» закріпилося лише за жанром музичної драми, що користувалася найбільшим визнанням у XVI–XVII століттях. Його особливості: великі розміри п'єс (до ста картин), використання переважно південних (особливо куньшаньських) мелодій, пов'язаних з ними системи віршування, чергування стіхотв. арій і прозаич. діалогів на кілька архаїзованою мовою. На відміну від жанру цзацзюй, вокальні партії міг виконувати будь-який персонаж.
На відміну від південної драми чуаньці далі відходять від фольклорної першооснови. Вони літературно більш оброблені, часом витончені. Основні теми творів цього жанру — діяльність героїв минулих часів та пригоди закоханих пар, що зображені в сентиментальних тонах. Поряд з авантюрними і любовними зустрічаються сатиричні та повчальні сюжети. В той час як події у цих історіях відбувалися у реально існуючих місцях, зокрема у столиці Чан'ань, головні дійові особи взаємодіяли з фантастичними істотами.
У деяких чуаньці («Співаючий фенікс» Ван Шичженя, «Віяло з персиковими квітами» Кун Шанжень) відображені сучасні політичні події — рідкісне в історії китайської класичної драми явище.
Драмам чуаньці нерідко властиві розтягнутість, повторення подібних ситуацій та манірність, але найкращі зразки відзначені високою поетичністю. Мова арій витончена, образна, іноді перенасичена літературними ремінісценціями.

## Відомі автори
З авторів, що працювали у стилі чуаньці, прославилися Лі Гунцзо, Шень Цзицзи, Лі Кайсянь, Лян Ченьюй, Ван Шичжень. Найбільші майстри — Тан Сяньцзу, Лі Юй, Хун Шен та Кун Шанжень (1648–1718). Найбільш повне зібрання чуаньці видано Мао Цзінь на початку XVII століття — «Люші чжун Цюй». ця збірка неодноразово перевидавався.